# IC 2425
IC 2425 ist ein Stern im Sternbild Hydra auf der Ekliptik, den der Astronom Guillaume Bigourdan am 28. März 1897 fälschlich als IC-Objekt beschrieb.